# イタリア社会党 (2007-)
イタリア社会党（イタリアしゃかいとう、イタリア語: Partito Socialista Italiano[略称:PSI]）はイタリアの政党。
1990年代にタンジェントポリのなかで旧イタリア社会党の勢力は四散してしまっていたが、その再統合をめざして2007年10月に結成された政党。社会主義インターナショナル加盟政党。
再統合の際に加入した主な勢力は次の通り。
- エンリコ・ボッセリ率いるイタリア民主社会主義者（Socialisti Democratici Italiani）
- 左翼民主主義者出身の政治グループ民主主義と社会主義（Democrazia e Socialismo）
- 新イタリア社会党を離れたボボ・クラクシ（ベッティーノ・クラクシ元首相の子息）らのイタリア社会主義者（I Socialisti Italiani）
- 同じく新イタリア社会党を離れたデミケリス元外相の社会党（イタリア、2007-2008）
- 政党連合・バラを握り締めてに集った者の一部、など。

ほかに労働組合では穏健左派労連のUIL（旧社会党右派・共和党・民主社会党系）が支持する。
これらの勢力が再結集することによって 社会党（イタリア語: Partito Socialista）として結成された。しかし再結党から間もない半年後の2008年イタリア総選挙においてはボッセリを首相候補とし他のどの政党とも政党連合や選挙協力を組まず独自に立候補して臨んだものの、4％阻止条項に遠く及ばない1％未満で惨敗し全議席を失った。これにより、イタリア議会から社会主義インターナショナルに直接に加盟している政党はいなくなった。
選挙後に行われた党大会ではボッセリに代わってリカルド・ネンシーニが党書記長となった。その後、デミケリスが離党したが、2009年の欧州議会イタリア選出議員選挙では緑の連盟や民主的左翼とともに政党連合左翼と自由を結成して臨んだが、4％阻止条項にわずかに及ばず議席を獲得できなかった。しかし、その直後の10月には伝統ある イタリア社会党 の旧名に復し、民主党（PD）やキリスト教中道民主連合（UDC）との提携を模索して党勢の巻き返しを図っている。だが党内で長期間にわたり指導力を有していたボッセリが2010年12月に離党し、中道新党であるイタリアのための同盟（Alleanza per l'Italia）へと去るなど、党勢が上向いているとはいえない状態であった。
2013年イタリア総選挙においては単独では立候補せず、民主党の名簿から代議院に4名、元老院に3名の議員を送り込んだ。2018年イタリア総選挙では新政党連合インシエーメ（I）を結成。民主党と選挙協力しつつ1議席を獲得した。